# Phycus mirabilis
Phycus mirabilis är en tvåvingeart som beskrevs av Lyneborg 1978. Phycus mirabilis ingår i släktet Phycus och familjen stilettflugor.
Artens utbredningsområde är Zimbabwe. Inga underarter finns listade i Catalogue of Life.